# Ошская ТЭЦ
Ошская ТЭЦ — вторая по величине тепловая электростанция Кыргызстана, расположенная в городе Ош. Входит в состав крупнейшей генерирующей компании Киргизии ОАО «Электрические станции».

## История
Электростанция введена в эксплуатацию в 1964. ТЭЦ проектировалась на сжигание добываемого в стране природного газа. В 1973 году станция перешла с газа на мазут, который изначально планировался как вспомогательное топливо. Причиной послужило исчерпание Кыргызстаном запасов природного газа.

## Описание
Установленная электрическая мощность станции составляет 50 МВт, тепловая — 350,7 Гкал/час.
Основное энергетическое оборудование станции включает 5 котлов и 2 турбогенератора (единичной мощностью 25 МВт).